# 海牙 (紐約州)
海牙（英語：Hague）是一個位於美國紐約州沃倫縣的鎮。

## 人口
根據2020年美國人口普查的數據，海牙的面積為206.21平方千米，當中陸地面積為165.14平方千米，而水域面積為41.07平方千米。當地共有人口633人，而人口密度為每平方千米3人。